# Lijst van voetbalinterlands Colombia - Nigeria
Deze lijst van voetbalinterlands is een overzicht van alle officiële voetbalwedstrijden tussen de nationale teams van Colombia en Nigeria. De landen speelden tot op heden vier keer tegen elkaar, te beginnen met een vriendschappelijke wedstrijd op 17 april 1994 in Armenia. Het laatste duel, eveneens een vriendschappelijke wedstrijd, vond plaats in Milton Keynes (Verenigd Koninkrijk) op 30 mei 2010.

## Wedstrijden
| № | Plaats        | Datum            | Competitie        | Wedstrijd          | Uitslag |
| - | ------------- | ---------------- | ----------------- | ------------------ | ------- |
| 1 | Armenia       | 17 april 1994    | Vriendschappelijk | Colombia – Nigeria | 1 – 0   |
| 2 | Piscataway    | 17 juni 1995     | Vriendschappelijk | Colombia – Nigeria | 1 – 0   |
| 3 | Cali          | 19 november 2008 | Vriendschappelijk | Colombia – Nigeria | 1 – 0   |
| 4 | Milton Keynes | 30 mei 2010      | Vriendschappelijk | Nigeria – Colombia | 1 – 1   |

## Samenvatting
| Competitie        | Totaal gespeeld | Winst Colombia | Gelijk | Winst Nigeria | Doelsaldo Colombia – Nigeria |
| ----------------- | --------------- | -------------- | ------ | ------------- | ---------------------------- |
| Vriendschappelijk | 4               | 3              | 1      | 0             | 4 − 1                        |
| Totaal            | 4               | 3              | 1      | 0             | 4 − 1                        |

Wedstrijden bepaald door strafschoppen worden, in lijn met de FIFA, als een gelijkspel gerekend.

## Details

### Eerste ontmoeting
| Vriendschappelijk (Armenia, Colombia, 17 april 1994): |              | |
| Colombia | 1 – 0        | Nigeria |
| Antony de Ávila 3' | goals        | |
| Francisco Maturana | bondscoach   | Clemens Westerhof |
| Óscar Córdoba Oswaldo Santoya Néstor Ortíz Andrés Escobar Wilson Pérez Leonel Álvarez Néstor Álvarez Arley Betancourt ??' Alexander Escobar Antony de Ávila Richard Zambrano ??' | opstellingen | Ike Shorunmu Nduka Ugbade Julius Akpele Uchenna Okafor Ajibade Babalade Peter Obanor Monday Agbontaen Precious Monye Antony Nwigwe Folorunso Okenla Baldwin Bazuaye |
| Mauricio Serna ??' Óscar Cortés ??' Faustino Asprilla ??' | wissels      | ??' Bethel Orji |
| - Debuut van Oswaldo Santoya (Once Caldas), Arley Betancourt (Deportivo Cali) en Pedro Álvarez (Independiente Medellín) voor Colombia.                                           |              | |

### Tweede ontmoeting
| Vriendschappelijk (Piscataway, Verenigde Staten, 17 juni 1995): |              | |
| Colombia | 1 – 0        | Nigeria |
| Gabriel Gómez 87' | goals        | |
| Hernán Darío Gómez | bondscoach   | Shuaibu Amodu |
| Miguel Ángel Calero Daniel Osorio Alex Fernández Jorge Bermúdez José Santa John Lozano 55' Bonner Mosquera Hernán Gaviria Freddy Rincón 46' Freddy León Faustino Asprilla 72' | opstellingen | 46' Peter Rufai Bawa Abdullahi Chidi Nwanu Godwin Okpara 72' Ben Iroha Boniface Okafor Fuludu Edema Taiwo Enegwea 76' Jonathan Akpoborie 90' Chukwu Ndukwe Samson Siasia |
| Carlos Valderrama 46' Luis Quiñónez 55' Gabriel Gómez 72' | wissels      | 46' Ike Sorounmu 72' Mubi Okparaku 76' Taiwo Wasui 90' John Zaki |
| - Debuut van Miguel Ángel Calero (Deportivo Cali) en Freddy León (Millonarios) voor Colombia.                                                                                 |              | |

### Derde ontmoeting
| Vriendschappelijk (Cali, Colombia, 19 november 2008): |              | |
| Colombia | 1 – 0        | Nigeria |
| Radamel Falcao 82' | goals        | |
| Eduardo Lara | bondscoach   | Shaibu Amodu |
| Agustín Julio 46' Pablo Armero Luis Amaranto Perea Mario Yepes Juan Carlos Escobar 46' Fredy Guarín Giovanni Hernández 74' Juan Carlos Toja 73' Camilo Zúñiga Radamel Falcao 85' Carlos Darwin Quintero 77' | opstellingen | Austin Ejide Onyekachi Apam Obinna Nwaneri Danny Shittu Taye Taiwo Sani Kaita 62' Christian Obodo 62' Yakubu Aiyegbeni 69' Nwankwo Kanu Victor Obinna 61' Ikechukwu Uche |
| David Ospina 46' Christian Marrugo 46' Yulián Anchico 73' Dayro Moreno 74' Sergio Herrera 77' Gerardo Bedoya 85'                                                                                            | wissels      | 61' Joseph Akpala 62' Isaac Okoronkwo 62' Ikechukwu Kalu 69' Femi |
| Fredy Guarín 35' Mario Yepes 37' | gele kaarten | 2' Christian Obodo |
| | rode kaarten | 84' Sani Kaita |

### Vierde ontmoeting
| Vriendschappelijk (Milton Keynes, Verenigd Koninkrijk, 30 mei 2010):                                                                                                   |              | |
| Nigeria | 1 – 1        | Colombia |
| Lukman Haruna 70' | goals        | 29' Carlos Valdés |
| Lars Lagerbäck | bondscoach   | Hernán Darío Gómez |
| Vincent Enyeama Rabiu Afolabi Dele Adeleye Taye Taiwo Chidi Odiah Ayila Yussuf 62' Sani Kaita Dickson Etuhu Victor Obinna 75' Peter Odemwingie 62' Yakubu Ayegbeni 46' | opstellingen | David Ospina Carlos Valdés Iván Velez Luis Nuñéz 63' Mario Yepes Giovanni Moreno Abel Aguilar Jhon Valencia 60' Hugo Rodallega 60' Dayro Moreno 83' Jackson Martínez |
| Lukman Haruna 46' Obafemi Martins 46' Kalu Uche 62' John Utaka 75' | wissels      | 60' Yulian Anchico 60' Adrián Ramos 63' Cristián Zapata 83' Dorlan Pabón                                                                                             |

Colfútbol · A-internationals · Selecties · Statistieken · Bondscoaches · Colombiaans vrouwenelftal · Olympisch elftal · Colombia U20 · Colombia U17
1938 – 1949 ·
1950 – 1959 ·
1960 – 1969 ·
1970 – 1979 ·
1980 – 1989 ·
1990 – 1999 ·
2000 – 2009 ·
2010 – 2019 ·
2020 – 2029
WK 1962 · 
WK 1990 · 
WK 1994 · 
WK 1998 · 
WK 2014 · 
WK 2018
OS 1968 · 
OS 1972 · 
OS 1980 · 
OS 1992 · 
OS 2016
1938 · 
1939 · 1940 · 1941 · 1942 · 1943 · 1944 · 
1946 · 
1947 · 
1948 · 
1949 · 
1950 · 1951 · 1952 · 1953 · 1954 · 1955 · 1956 · 
1957 · 
1958 · 1959 · 1960 · 
1961 · 
1962 · 
1963 · 
1964 · 
1965 · 
1966 · 
1967 · 
1968 · 
1969 · 
1970 · 
1971 · 
1972 · 
1973 · 
1974 · 
1975 · 
1976 · 
1977 · 
1978 · 
1979 · 
1980 · 
1981 · 
1982 · 
1983 · 
1984 · 
1985 · 
1986 · 
1987 · 
1988 · 
1989 · 
1990 ·
1991 · 
1992 · 
1993 · 
1994 · 
1995 · 
1996 · 
1997 · 
1998 · 
1999 · 
2000 · 
2001 · 
2002 · 
2003 · 
2004 · 
2005 · 
2006 · 
2007 · 
2008 · 
2009 · 
2010 · 
2011 · 
2012 · 
2013 · 
2014 · 
2015 · 
2016 · 
2017 ·
2018 ·
2019 ·
2020 ·
2021
Algerije ·
Argentinië ·
Australië ·
Bahrein ·
België ·
Bolivia · 
Brazilië ·
Canada ·
Chili ·
China · 
Costa Rica ·
Cuba ·
DDR ·
Duitsland ·
Ecuador ·
Egypte ·
El Salvador ·
Engeland ·
Finland ·
Frankrijk ·
Griekenland ·
Guatemala · 
Haïti ·
Honduras ·
Hongarije ·
Hongkong ·
Ierland ·
Irak ·
Israël ·
Ivoorkust ·
Jamaica ·
Japan ·
Joegoslavië ·
Jordanië ·
Kameroen ·
Koeweit · 
Liberia · 
Marokko ·
Mexico ·
Montenegro ·
Nederland ·
Nederlandse Antillen ·
Nicaragua ·
Nieuw-Zeeland · 
Nigeria ·
Noord-Ierland ·
Noorwegen ·
Panama ·
Paraguay ·
Peru ·
Polen ·
Puerto Rico ·
Qatar ·
Roemenië ·
Saoedi-Arabië ·
Schotland ·
Senegal ·
Servië ·
Slovenië ·
Slowakije ·
Sovjet-Unie ·
Spanje ·
Trinidad en Tobago ·
Tsjecho-Slowakije ·
Tunesië · 
Turkije · 
Uruguay ·
Venezuela ·
Verenigde Arabische Emiraten · 
Verenigde Staten ·
Zuid-Afrika ·
Zuid-Korea ·
Zweden ·
Zwitserland
Brazilië (2014) ·
Engeland (2018) ·
Griekenland (2014) ·
Ivoorkust (2014) ·
Japan (2014) ·
Japan (2018) ·
Polen (2018) ·
Senegal (2018) ·
Uruguay (2014)
NFA · A-internationals · Selecties · Bondscoaches · Statistieken · Nigeriaans vrouwenelftal · Olympisch elftal · Nigeria U21 · Nigeria U20 · Nigeria U19 · Nigeria U18 · Nigeria U17
1950 – 1959 · 
1960 – 1969 · 
1970 – 1979 · 
1980 – 1989 · 
1990 – 1999 · 
2000 – 2009 · 
2010 – 2019 ·
2020 − 2029
CC 1995 · 
CC 2013
WK 1994 · 
WK 1998 · 
WK 2002 · 
WK 2010 · 
WK 2014 · 
WK 2018
OS 1968 · 
OS 1980 · 
OS 1988 · 
OS 1996 · 
OS 2000 · 
OS 2008 · 
OS 2016
1949 · 
1950 · 1951 · 1952 · 1953 · 1954 · 
1955 · 
1956 · 
1957 · 
1958 · 
1959 · 
1960 · 
1961 · 
1962 · 
1963 · 
1964 · 
1965 · 
1966 · 
1967 · 
1968 · 
1969 · 
1970 · 
1971 · 
1972 · 
1973 · 
1974 · 
1975 · 
1976 · 
1977 · 
1978 · 
1979 · 
1980 · 
1981 · 
1982 · 
1983 · 
1984 · 
1985 · 
1986 · 
1987 · 
1988 · 
1989 · 
1990 · 
1991 · 
1992 · 
1993 · 
1994 · 
1995 · 
1996 · 
1997 · 
1998 · 
1999 · 
2000 · 
2001 · 
2002 · 
2003 · 
2004 · 
2005 · 
2006 · 
2007 · 
2008 · 
2009 · 
2010 · 
2011 · 
2012 · 
2013 · 
2014 ·
2015 ·
2016 ·
2017 ·
2018 ·
2019 ·
2020 ·
2021 ·
2022
Algerije ·
Angola ·
Argentinië ·
Australië ·
Benin ·
Bosnië en Herzegovina ·
Botswana ·
Brazilië ·
Bulgarije ·
Burkina Faso ·
Burundi ·
Canada ·
Centraal-Afrikaanse Republiek ·
Colombia ·
Congo-Brazzaville ·
Congo-Kinshasa ·
Costa Rica ·
Denemarken ·
Duitsland ·
Ecuador ·
Egypte ·
Engeland ·
Equatoriaal-Guinea ·
Eritrea ·
Ethiopië ·
Frankrijk ·
Gabon ·
Gambia ·
Georgië ·
Ghana ·
Griekenland ·
Guinee ·
Guinee-Bissau ·
Ierland ·
IJsland ·
Indonesië ·
Iran ·
Italië ·
Ivoorkust ·
Jamaica ·
Japan ·
Joegoslavië ·
Jordanië ·
Kaapverdië · 
Kameroen ·
Kenia ·
Kroatië ·
Lesotho ·
Liberia ·
Libië ·
Luxemburg ·
Madagaskar ·
Malawi ·
Mali ·
Marokko ·
Mexico ·
Mozambique ·
Namibië ·
Nederland ·
Niger ·
Noord-Korea ·
Noord-Macedonië ·
Noorwegen ·
Oeganda ·
Oekraïne ·
Oezbekistan ·
Oostenrijk ·
Paraguay ·
Peru ·
Polen ·
Portugal ·
Roemenië ·
Rwanda ·
Saoedi-Arabië ·
Sao Tomé en Principe ·
Schotland ·
Senegal ·
Servië ·
Seychellen ·
Sierra Leone ·
Soedan ·
Spanje ·
Swaziland ·
Tahiti ·
Tanzania ·
Thailand ·
Togo ·
Tsjaad ·
Tsjechië ·
Tunesië ·
Uruguay ·
Venezuela ·
Verenigde Staten ·
Zambia ·
Zimbabwe ·
Zuid-Afrika ·
Zuid-Korea ·
Zweden ·
Zwitserland
Argentinië (2010) ·
Argentinië (2014) ·
Argentinië (2018) ·
Bosnië en Herzegovina (2014) ·
Burkina Faso (2013) ·
Frankrijk (2014) ·
Iran (2014) ·
IJsland (2018) ·
Kroatië (2018) ·
Zuid-Korea (2010)